# Australian Open 2023 - Doppio femminile in carrozzina
Diede de Groot e Aniek van Koot erano le campionesse in carica e si sono confermate di nuovo per la terza volta consecutiva, battendo in finale Yui Kamiji e Zhu Zhenzhen

## Teste di serie
1. Diede de Groot /  Aniek van Koot (campionesse)

1. Yui Kamiji /  Zhu Zhenzhen (finale)

## Tabellone

### Legenda
| - Q = Qualificato - WC = Wild card - LL = Lucky loser | - ALT = Alternate - SE = Special Exempt - PR = Protected Ranking | - w/o = Walkover - r = Ritirato - d = Squalificato |

|  | Quarti di finale | Quarti di finale                           | Quarti di finale                           | Quarti di finale | Quarti di finale |  |  | Semifinale | Semifinale                       | Semifinale                       | Semifinale              | Semifinale              |   |   | Finale | Finale                        | Finale                        | Finale | Finale |  |
|  |                  |                                            |                                            |                  |                  |  |  |            |                                  |                                  |                         |                         |   |   |        |                               |                               |        |        |  |
|  | 1                | Diede de Groot Aniek van Koot              | Diede de Groot Aniek van Koot              | 6                | 6                |  |  |            |                                  |                                  |                         |                         |   |   |        |                               |                               |        |        |  |
|  |                  | Macarena Cabrillana María Florencia Moreno | Macarena Cabrillana María Florencia Moreno | 1                | 0                |  |  | 1          | Diede de Groot Aniek van Koot    | Diede de Groot Aniek van Koot    | 6                       | 6                       |   |   |        |                               |                               |        |        |  |
|  |                  | Angélica Bernal Katharina Kruger           | Angélica Bernal Katharina Kruger           | 2                | 3                |  |  |            | Dana Mathewson Lucy Shuker       | Dana Mathewson Lucy Shuker       | 2                       | 1                       |   |   |        |                               |                               |        |        |  |
|  |                  | Dana Mathewson Lucy Shuker                 | Dana Mathewson Lucy Shuker                 | 6                | 6                |  |  |            |                                  |                                  |                         |                         |   |   | 1      | Diede de Groot Aniek van Koot | Diede de Groot Aniek van Koot | 6      | 6      |  |
|  |                  | Shiori Funamizu Saki Takamuro              | Shiori Funamizu Saki Takamuro              | 2                | 3                |  |  |            |                                  | 2                                | Yui Kamiji Zhu Zhenzhen | Yui Kamiji Zhu Zhenzhen | 3 | 2 |        |                               |                               |        |        |  |
|  |                  | Kgothatso Montjane Manami Tanaka           | Kgothatso Montjane Manami Tanaka           | 6                | 6                |  |  |            | Kgothatso Montjane Manami Tanaka | Kgothatso Montjane Manami Tanaka | 2                       | 5                       |   |   |        |                               |                               |        |        |  |
|  |                  | Jiske Griffioen Momoko Ohtani              | Jiske Griffioen Momoko Ohtani              | 2                | 0                |  |  | 2          | Yui Kamiji Zhu Zhenzhen          | Yui Kamiji Zhu Zhenzhen          | 6                       | 7                       |   |   |        |                               |                               |        |        |  |
|  | 2                | Yui Kamiji Zhu Zhenzhen                    | Yui Kamiji Zhu Zhenzhen                    | 6                | 6                |  |  |            |                                  |                                  |                         |                         |   |   |        |                               |                               |        |        |  |